# Koperhaai
De koperhaai (Carcharhinus brachyurus) is een haai uit de familie van de requiemhaaien.
Zwartsnuithaai (C. acronotus) · Zilverpunthaai (C. albimarginatus) · Grootsnuithaai (C. altimus) · Sierlijke haai (C. amblyrhynchoides) · Grijze rifhaai (C. amblyrhynchos) · Varkensooghaai (C. amboinensis) · Borneohaai (C. borneensis) · Koperhaai (C. brachyurus) · Tolhaai (C. brevipinna) · Nerveuze haai (C. cautus) · Pacifische kleinstaarthaai (C. cerdale) · Witwanghaai (C. dussumieri) · Zijdehaai (C. falciformis) · Kreekhaai (C. fitzroyensis) · Galapagoshaai (C. galapagensis) · Pondicherryhaai (C. hemiodon) · Fijntandhaai (C. isodon) · Gladtandzwarttiphaai (C. leiodon) · Stierhaai (C. leucas) · Zwartpunthaai (C. limbatus) · Oceanische witpunthaai (C. longimanus) · Hardsnuithaai (C. macloti) · C. macrops · Zwartpuntrifhaai (C. melanopterus) · Schemerhaai (C. obscurus) · Caribische rifhaai (C. perezii) · Zandbankhaai (C. plumbeus) · Atlantische kleinstaarthaai (C. porosus) · Zwartstiphaai (C. sealei) · Nachthaai (C. signatus) · Vlekstaarthaai (C. sorrah) · Australische zwartpunthaai (C. tilstoni)